# Gino Redi
Gino Redi, nome d'arte di Luigi Pulci (Roma, 26 novembre 1908 – Roma, 27 settembre 1962), è stato un compositore italiano.

## Biografia
Nasce a Roma il 26 novembre del 1908 in una famiglia di musicisti. Il padre era direttore di una banda musicale militare. Trascorre l'infanzia a Brescia, dove compie gli studi musicali, poi nel Conservatorio di Parma dove si diploma in composizione, per poi trasferirsi a Milano nel 1931, dove frequenta presso l'Accademia di Brera un corso di arti figurative.
Nel capoluogo lombardo entra come strumentista in varie orchestre, iniziando a comporre canzoni. Però dovrà aspettare alcuni anni prima che un editore decida di pubblicare i suoi primi lavori. Il primo successo lo ottiene con È finito il bel tempo che fu del 1934, poi Sogno tzigano e L'abito blu (nota come "Bambina dall'abito blu") lanciata da Luciana Dolliver.
Compone altri successi come (Piccola Butterfly, Carovaniere, Notte e dì). L'incontro con Nisa (Nicola Salerno) diventa l'occasione per fortunate composizioni (Eulalia Torricelli, L'abito blu, Tango del mare che venne appositamente scritta per Oscar Carboni), che lo portano al successo nazionale e nel 1949 scrive una delle canzoni più belle della sua carriera Perché non sognar del 1949, lanciata da Nilla Pizzi e Lia Origoni.
Dopo la guerra entra nel campo cinematografico e compone colonne sonore per la Ponti-De Laurentiis. Per il film Anna crea la canzone T'ho voluto bene che viene cantata da Flo Sandon's. Ripresa successivamente dall'orchestra di Percy Faith e poi da Nat King Cole, che ebbe modo di incontrare in Italia nel 1961, diventa un successo internazionale con il titolo di Non dimenticar. Partecipa a diversi festival di Sanremo fino a quello del 1961 con la composizione Io amo tu ami.
Accanto alla sua attività di musicista, continua, quando ne ha la possibilità e il tempo, a seguire quella che è la sua seconda passione: dipingere, partecipando anche ad alcune mostre d'arte.
Partecipa al Festival di Napoli 1961 con Ll'onne, interpretata da Claudio Villa e Wanda Romanelli, che viene però eliminata.

Muore a Roma il 24 settembre 1962. Riposa presso il Cimitero del Verano.

## Canzoni scritte da Gino Redi

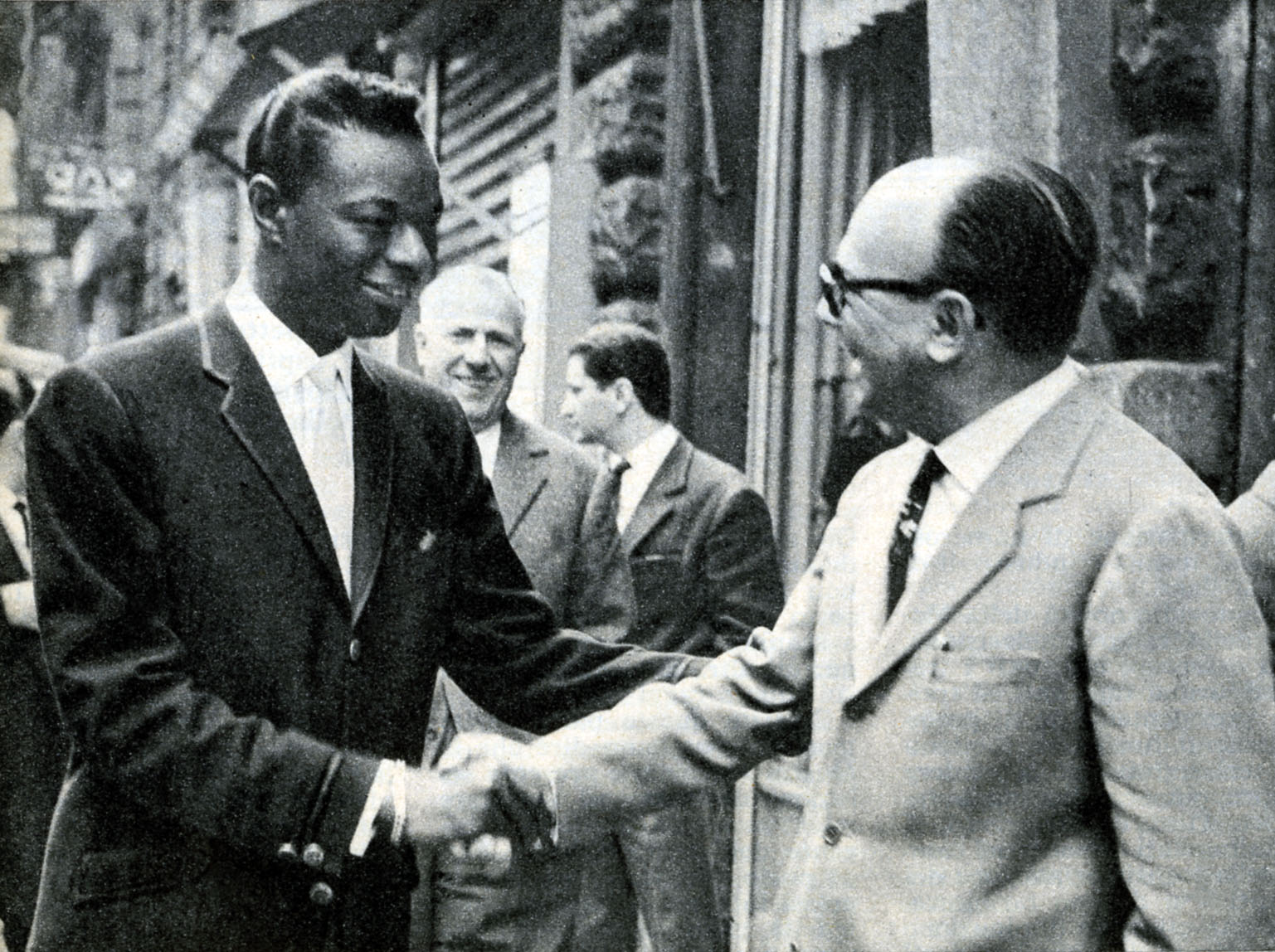
Nat King Cole con Gino Redi

| Anno | Titolo                  | Autori del testo   | Autori della musica       | Interpreti                                                      |
| ---- | ----------------------- | ------------------ | ------------------------- | --------------------------------------------------------------- |
| 1937 | La bambola rosa         | Nisa               | Gino Redi                 | Crivel e Luciano Tajoli                                         |
| 1937 | Sogno tzigano           | Bixio Cherubini    | Gino Redi                 | Gino Del Signore                                                |
| 1939 | Tango del mare          | Nisa               | Gino Redi                 | Carlo Buti, Oscar Carboni, Luciano Tajoli                       |
| 1942 | Notte e dì              | Nisa               | Gino Redi                 | Jone Caciagli, Tina Allori                                      |
| 1946 | Eulalia Torricelli      | Nisa               | Gino Redi e Dino Olivieri | Gigi Beccaria, Luciano Tajoli                                   |
| 1947 | Bocca nel buio          | Nisa               | Gino Redi                 | Luciano Tajoli, Aldo Donà e Miranda Martino                     |
| 1949 | Batungo Tungo           | Gian Carlo Testoni | Gino Redi                 | Aldo Alvi                                                       |
| 1950 | Aggio perduto 'o suonno | Alvise Natali      | Gino Redi                 | Teddy Reno, Luciano Tajoli, Claudio Villa, Mina                 |
| 1951 | Mani che si cercano     | Giovanna Colombi   | Gino Redi                 | Achille Togliani                                                |
| 1952 | T'ho voluto bene        | Michele Galdieri   | Gino Redi                 | Flo Sandon's, Nat King Cole, Vittoria Mongardi e Luciano Tajoli |
| 1953 | Canto della solitudine  | Enzo Bonagura      | Gino Redi                 | Nilla Pizzi e Teddy Reno                                        |
| 1958 | Come una rondinella     | Nisa               | Gino Redi                 | Paolo Sardisco                                                  |
| 1958 | Timida serenata         | Nisa               | Gino Redi                 | Carla Boni e Gino Latilla, Gloria Christian e Aurelio Fierro    |
| 1961 | Io amo, tu ami          | Enzo Bonagura      | Gino Redi                 | Mina, Nelly Fioramonti e Jenny Luna                             |
| 1961 | Ll'onne                 | Enzo Bonagura      | Gino Redi                 | Claudio Villa e Wanda Romanelli                                 |